# Theodor Roeingh

Theodor Roeingh

Theodor Joseph Julius Roeingh (* 11. November 1882 in Beverungen; † 1945 im KZ Sachsenhausen, in Parchim oder im KZ Bergen-Belsen) war ein deutscher Landwirt und Politiker (Zentrum).

## Leben und Wirken

### Leben im Kaiserreich (1882 bis 1919)
Roeingh wurde als Sohn eines Gutshofbesitzers geboren. Bis 1896 besuchte er die Volksschule in Beverungen, danach ein humanistisches Gymnasium in Paderborn. Nach dem Abitur, das er im Februar 1902 ablegte, absolvierte Roeingh von 1902 bis 1903 eine landwirtschaftliche Lehre auf einem Gut in Westfalen. Später studierte er von 1908 bis 1910 Landwirtschaft und Volkswirtschaft in Göttingen. Das Studium brach er vorzeitig ab. Stattdessen bewirtschaftete er das väterliche Gut bei Beverungen, das er später auch übernahm. 1914 heiratete er.
Von 1914 bis 1917 nahm Roeingh am Ersten Weltkrieg teil, in dem er mit dem Eisernen Kreuz ausgezeichnet wurde.

### Weimarer Republik (1919 bis 1933)
Nach dem Krieg begann Roeingh, sich verstärkt in der katholischen Zentrumspartei zu engagieren. 1919 wurde er Stadtverordnetenvorsteher in Beverungen. Im April 1924 wurde Roeingh Mitglied des Preußischen Landtages, dem er bis zum Februar 1930 angehörte, als er sein Mandat niederlegte. Im Nachrückverfahren übernahm der spätere Reichskanzler Franz von Papen Roeinghs Mandat.
Daneben saß er auch im Kreistag und im Kreisausschuss. Am 11. Februar 1930 wurde Roeingh zum Ministerialdirektor ernannt und mit der Leitung der Domänenabteilung des Preußischen Ministeriums für Landwirtschaft, Domänen und Forsten beauftragt. Am 1. Dezember 1932 wurde Roeingh als Beamter in den einstweiligen Ruhestand versetzt (Ministerialdirektor z. D.).
Auf kommunaler Ebene nahm Roeingh eine lange Reihe von organisatorischen und politischen Funktionen wahr: Seit 1921 war er Vorsitzender des landwirtschaftlichen Kreisvereins und des Waldbauvereins für den Kreis Höxter. Seit 1927 war er Präsident des Hauptvereins zur Förderung des landwirtschaftlichen Bezirks Paderborner Land. Im selben Jahr wurde er Vorsitzender des Bezirksverbandes des Westfälischen Landesvereins, Bezirk Paderborner Land. 1928 wurde Roeingh Mitglied des Aufsichtsrates und des Arbeitsausschusses der Deboktulag Berlin. Seine sämtlichen Ehrenämter legte er am 13. Februar 1930 nieder. Für seine Tätigkeit in der Landwirtschaft wurde er unter anderem mit der Plakette der Landwirtschaftskammer Westfalen und des Reichsverbandes zur Zucht und Prüfung deutscher Warmblüter ausgezeichnet.

### Zeit des Nationalsozialismus
Bei der Reichstagswahl im März 1933 wurde Roeingh als Kandidat des Zentrums für den Wahlkreis 17 (Westfalen Nord) in den Reichstag gewählt, dem er bis zum November desselben Jahres angehörte. Das wichtigste parlamentarische Ereignis, an dem Roeingh während seiner Abgeordnetenzeit beteiligt war, war die Verabschiedung des Ermächtigungsgesetzes im März 1933, das unter anderem auch mit Roeinghs Stimme beschlossen wurde.
Im Juli 1933 verlor Roeingh auf Grund des Gesetzes zur Wiederherstellung des Berufsbeamtentums seine Pension. § 2 des Gesetzes bot die Möglichkeit, seit November 1918 eingestellten Beamten auch die Pension abzuerkennen. Da Roeingh weder ein akademisches noch ein staatliches Examen abgelegt hatte, fehlte ihm die laut Gesetz vorgeschriebene notwendige oder übliche Vorbildung. Nach widersprüchlichen Angaben erhielt er ab Juli 1933 oder ab Juli 1938 ein Gnadenruhegehalt von 230, später von 250 Reichsmark. Während der NS-Zeit verdiente Roeingh seinen Lebensunterhalt als Handelsvertreter für Gegenstände des Kirchenbedarfs, wie Kirchenkerzen und Messwein, und den Vertrieb von Stoffen für Ordenshäuser, dann als Angestellter für die Schwedter Hagelversicherung sowie eine Paderborner Kohlen- und Baustoffhandlung. 1942 wurde er notgedrungen wieder Landwirt.
Im August 1944 wurde Roeingh im Rahmen der Aktion Gitter von der Geheimen Staatspolizei verhaftet und zunächst im Gestapo-Gefängnis Bielefeld-Schildesche gefangen gehalten. Vermutlich ab Mitte Januar 1945 befand er sich im KZ Sachsenhausen. Die genauen Umstände von Roeinghs Tod lassen sich nicht mehr feststellen: Nach Aussagen eines ungarischen Mithäftlings von Ende 1945 starb Roeingh im April 1945 auf einem Todesmarsch Sachsenhausener Häftlinge nach Norden in Parchim. Diese Angabe wird von einer handschriftlichen Eintragung vom 12. Mai in einem dortigen Gräberbuch bestätigt. Nach Angaben eines anderen Häftlings befand sich Roeingh seit Mitte Februar 1945 im KZ Bergen-Belsen und starb dort am 16. oder 17. März 1945 an Fleckfieber.

## Gedenken

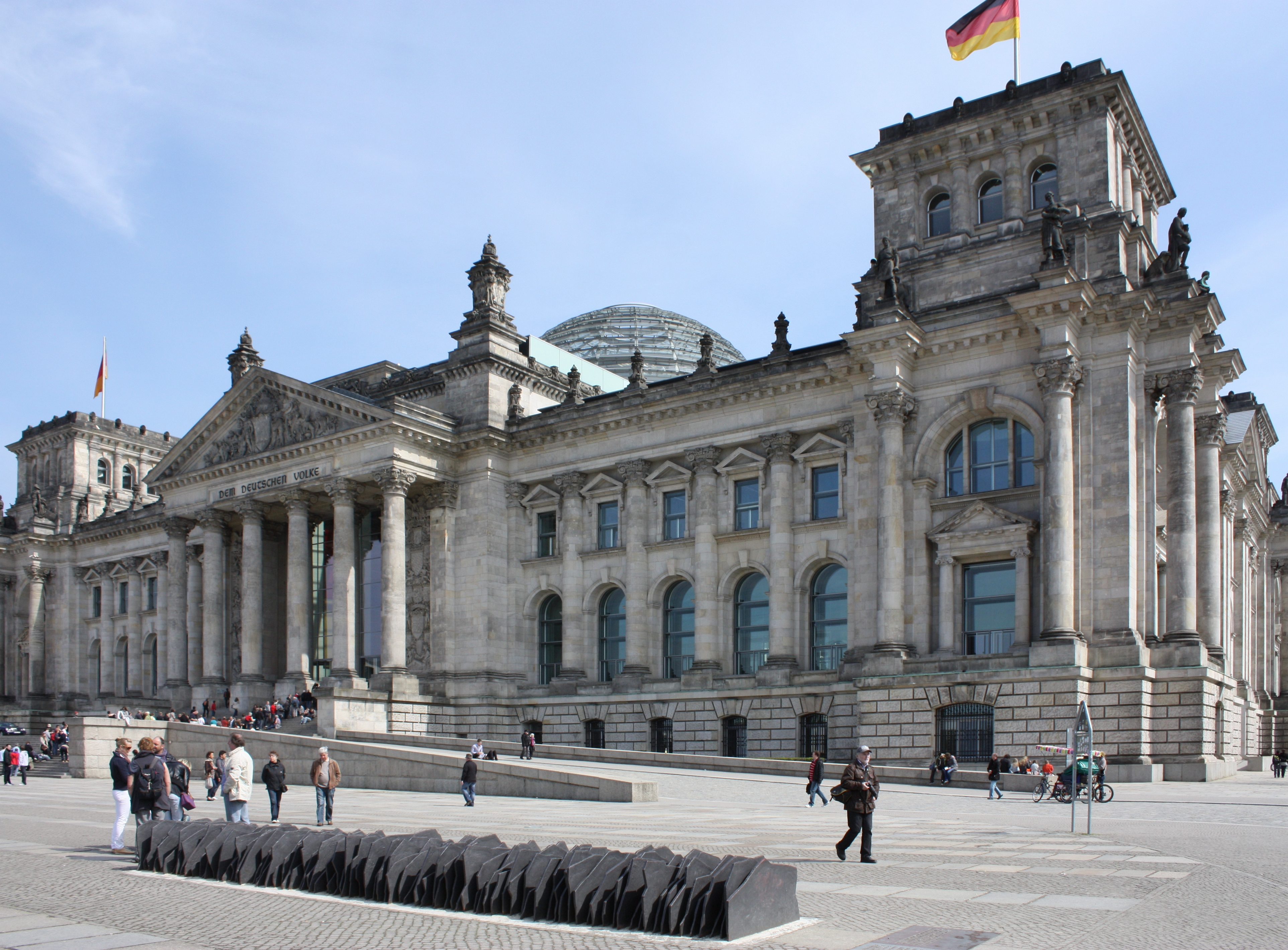
Gedenktafeln am Reichstag

- Heute erinnern die Theodor-Roeingh-Straße in Beverungen, die Roeinghstraße in Paderborn sowie eine Gedenkplakette, die Teil des Denkmals für 96 vom NS-Regime ermordete Reichstagsabgeordnete in der Nähe des Reichstags in Berlin ist, an Theodor Roeinghs Leben.
- Die katholische Kirche hat Theodor Roeingh als Glaubenszeugen in das deutsche Martyrologium des 20. Jahrhunderts aufgenommen.